# Vonovia Ruhrstadion
Vonovia Ruhrstadion – stadion stowarzyszenia piłki nożnej w Bochum (Niemcy)
Mecze rozgrywa na nim drużyna VfL Bochum występujący w Bundeslidze.

## Historia
Pierwotnie stadion Ruhrstadion został otwarty w 1911 roku. Stadion ma obecnie pojemność 29 299 miejsc. Oryginalna pojemność wynosi około 50 000, ale zmniejszyła się przez liczne modyfikacje.
Obecny stadion został zbudowany w okresie od marca 1976 do lipca 1979 r., a pierwszym meczem rozegranym po przebudowie było spotkanie pomiędzy VfL Bochum i SG Wattenscheid 09 w dniu 21 lipca 1979 roku. Kolejna przebudowa miała miejsce w roku 1997.
David Bowie wykonywał na stadionie swoje Serious Moonlight Tour 15 czerwca, 1983.
W lipcu 2006 roku zmieniono nazwę obiektu z Ruhrstadion na Rewirpowerstadion, początkowo na okres 5 lat. W roku 2011 umowa została przedłużona do 2016. 
Od 2016 Vonovia Ruhrstadion.